# خانه شمسی
منزل شمسی مربوط به دوره پهلوی اول است و در زاهدان، خیابان شریعتی روبروی خانهٔ زعیم واقع شده و این اثر در تاریخ ۱۸ اردیبهشت ۱۳۸۰ با شمارهٔ ثبت ۳۸۲۴ به‌عنوان یکی از آثار ملی ایران به ثبت رسیده است.